# ماسایا کاتو
ماسایا کاتو (انگلیسی: Masaya Kato؛ زادهٔ ۲۷ آوریل ۱۹۶۳) هنرپیشه اهل ژاپن است. وی از سال ۱۹۸۸ میلادی تاکنون مشغول فعالیت بوده‌است. 
از فیلم‌هایی که وی در آن نقش داشته است، می‌توان به برادر، حادثه شینجوکو و پاييز نيكايدوها به كارگردانى آیدا پناهنده اشاره کرد.